# Æ

Ukázka písmena Æ

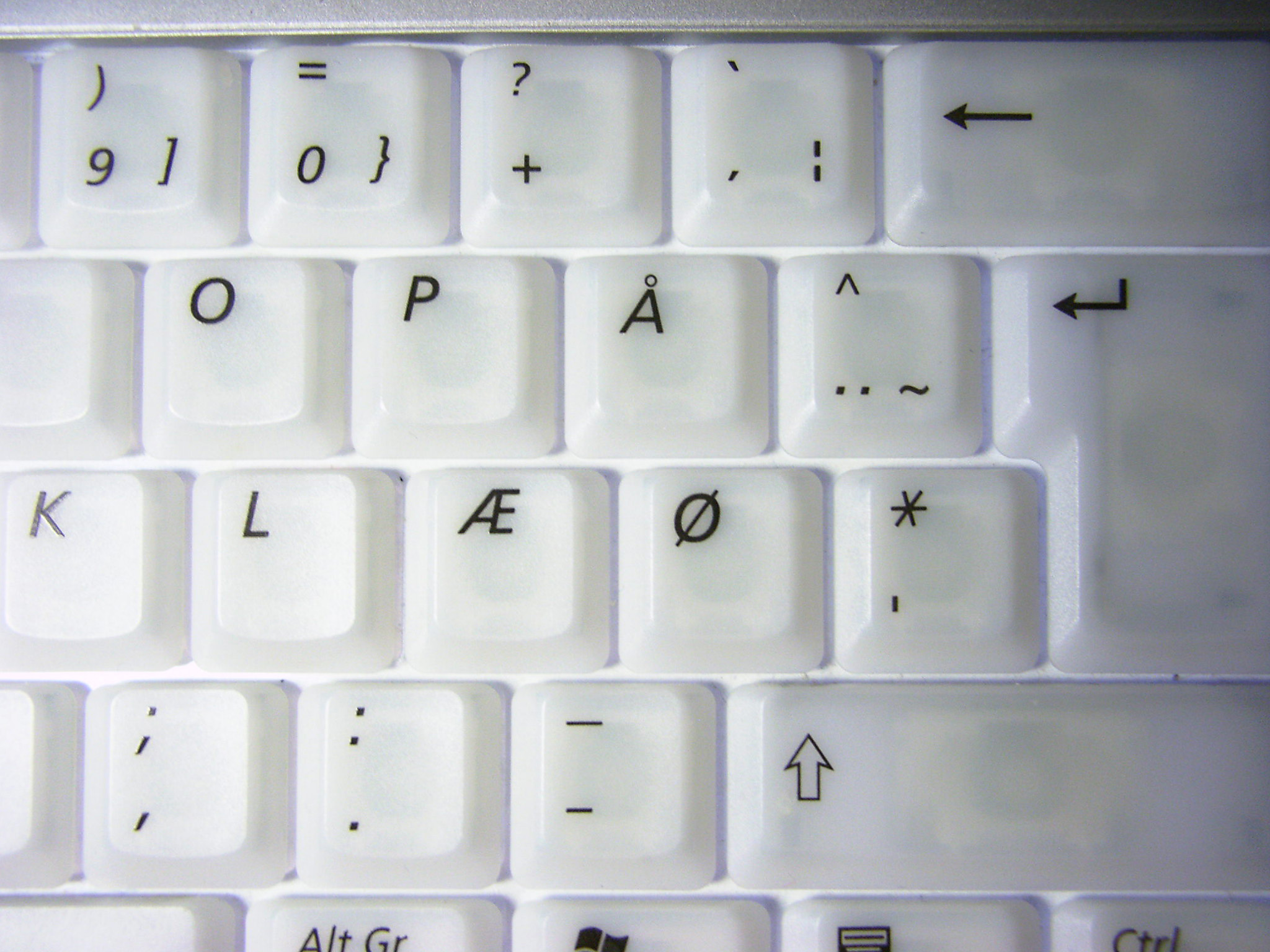
Dánská klávesnice se znaky: Æ, Ø, Å.

Æ (æ) je písmeno (grafém) latinské abecedy, vzniklé spojení písmen a a e. Původně jde o ligaturu představující latinskou dvojhlásku. Je součástí abecedy některých jazyků (norština, dánština, islandština, faerština, latina). Používalo se též ve staré angličtině.

## Varianty
Další varianty tohoto písmena jsou Ǣ (ǣ), Ǽ (ǽ), Æ̊ (æ̊) a Æ̀ (æ̀).
Znak æ se používá v mezinárodní fonetické abecedě (IPA) pro téměř otevřenou přední nezaokrouhlenou samohlásku.